# The Tourist
The Tourist è un film del 2010 diretto da Florian Henckel von Donnersmarck, interpretato da Angelina Jolie e Johnny Depp. Il film è un adattamento del film francese Anthony Zimmer, scritto e diretto da Jérôme Salle.
La GK Films ha finanziato e prodotto il film in collaborazione con Sony Pictures Entertainment distribuendolo nella maggior parte dei paesi attraverso la Columbia Pictures. La gestazione del film è stata travagliata a causa dei continui cambi di cast, e dell'indecisione sul nome del regista: alla fine è stato scelto il tedesco Florian Henckel von Donnersmarck, reduce dal successo del pluripremiato Le vite degli altri, mentre i protagonisti sono interpretati da Johnny Depp e Angelina Jolie, per la prima volta insieme in un film. Al film ha preso parte anche una folta schiera di attori italiani.
Il film è uscito in USA il 10 dicembre 2010, mentre in Italia è arrivato il 17 dicembre distribuito da 01 Distribution. Alla sua uscita ha ottenuto critiche tiepide, ma si è rivelato un grande successo al botteghino: da 100 milioni di dollari di budget, il film arrivò a incassarne 278 in tutto il mondo. Il film ottenne inoltre 3 nomination ai Golden Globe nel 2011.

## Trama
Parigi. L'ispettore Acheson di Scotland Yard e la sua squadra tengono d'occhio l'affascinante Elise Clifton-Ward, amante di Alexander Pearce, ricercato dal governo per una colossale evasione fiscale e scomparso nel nulla dopo aver cambiato chirurgicamente volto. Un giorno Elise riceve una lettera da Pearce che le indica di recarsi alla stazione, prendere un treno per Venezia, avvicinarsi a un uomo che gli somiglia per altezza e corporatura e far credere così alla polizia che quell'uomo sia il vero Pearce.
Elise si reca alla Gare de Lyon e una volta salita sul treno stringe amicizia con il timido turista Frank Tupelo, che resta istantaneamente attratto da lei. La donna lo invita al suo albergo veneziano, il Danieli; la polizia intanto scopre l'identità dell'uomo, nient'altro che un insegnante di matematica rimasto vedovo da tre anni, e comprende l'inganno di Pearce. Contemporaneamente, informato da un interno del servizio di Intelligence, arriva a Venezia il gangster Reginald Shaw, al quale Pearce ha sottratto oltre due miliardi di sterline prima di fuggire. Il malavitoso invia i suoi sgherri all'albergo, convinto dalla sua fonte che Frank sia effettivamente il latitante.
L'uomo fugge così dagli uomini di Shaw e nel trambusto finisce col gettare nella laguna un brigadiere che lo denuncia per aggressione. Viene condotto quindi al locale comando dell'Arma dei Carabinieri, dove il colonnello Lombardi, dopo averlo interrogato, e capito un potenziale guadagno, lo consegna ai gangster. Elise interviene però in barca, trainando dietro di sé il motoscafo dove è legato Frank. I due vengono inseguiti dagli sgherri di Shaw e alcuni di loro rimangono uccisi durante l'inseguimento. In seguito Elise porta Frank all'aeroporto intimandogli, per il suo bene, di lasciare la città.
La donna è in realtà un'agente dell'Interpol, che lavora per Acheson sotto copertura e che è rimasta effettivamente innamorata di Pearce finendo col non sapere da che parte stare. La sera stessa ella, invitata dal suo amante tramite biglietto recapitato in albergo, partecipa a un elegante ballo dove le viene consegnato un altro messaggio del latitante Alexander, che le consegna un indirizzo e una chiave. Anche Frank, che non ha lasciato la città e che non vuole abbandonare Elisa, si presenta alla festa ma suo malgrado viene portato via e preso in custodia dagli uomini di Acheson, che non vuole intralci durante la delicata operazione di cattura di Alexander Pearce.
Elise, recatasi nell'appartamento di cui il biglietto, viene seguita da Shaw, che dopo essere penetrato in loco le intima di rivelare l'ubicazione della cassaforte dove egli presume che Pearce tenga il malloppo sottrattogli. Acheson insiste nel non intervenire, attendendo la comparsa di Pearce, ed è perciò lo stesso Frank, sfuggito al controllo delle guardie, a raggiungere Shaw fingendo di essere Alexander per cercare di salvarla. Il professore di matematica non si rivela in grado di aprire la cassaforte di Pearce e la situazione sembra perduta, ma l'ispettore Jones, il superiore di Acheson, dà l'ordine di eliminare Shaw e i suoi uomini, salvando così la vita a Elise e Frank.
Nelle vicinanze Acheson e i suoi agenti individuano e catturano il presunto Pearce, che si rivela invece essere un turista inglese pagato da Alexander solo per spostarsi seguendo determinate indicazioni e consegnando, di volta in volta, dei messaggi a Elise. Nel frattempo Frank apre davanti a Elise la cassaforte, rivelandosi proprio lui il vero Pearce. I due fuggono con il contenuto, lasciando a Jones un assegno per la somma dovuta da Pearce al governo inglese: 744 milioni di sterline. Ciò comporta la fine della caccia all'uomo poiché l'unico reato rimasto da espiare sarebbe quello di aver rubato dei soldi a un gangster ormai morto. Acheson, amareggiato dal suo fallimento, vede Elise e Frank allontanarsi romanticamente in laguna.

## Genere
Nonostante le critiche non entusiastiche, il film fu candidato a tre Golden Globe e ciò sollevò l'interrogativo se il film fosse da considerarsi drammatico o una commedia. Secondo Henckel von Donnersmarck il film non apparterrebbe a nessuno dei due generi, piuttosto sarebbe da considerare "un romanzo che parla del viaggio con elementi da film giallo". Tuttavia se dovesse scegliere tra i due generi, sceglierebbe la commedia.

## Produzione
La GK Film annunciò nel 2008 di voler realizzare un remake del film francese Anthony Zimmer, scritto e diretto da Jérôme Salle, co-prodotto da Spyglass Entertainment Group e Studio Canal: la sceneggiatura venne affidata a Julian Fellowes mentre la regia venne proposta Lasse Hallström, che però rifiutò a causa di conflitti di riprese con un altro film. Fu quindi scelto Bharat Nalluri come regista e Christopher McQuarrie come sceneggiatore, mentre ad agosto fu reso noto l'ingaggio di Tom Cruise come protagonista, e a novembre quello di Charlize Theron.
L'inizio delle riprese venne fissato a marzo 2009, ma le continui revisioni allo script fecero allungare i tempi di produzione, al punto che nell'agosto 2009 Cruise abbandonò il progetto e fu sostituito da Sam Worthington. Il 12 ottobre però Theron e Nalluri lasciarono anch'essi il progetto: la Spyglass assunse quindi Angelina Jolie, che aveva appena terminato le riprese di Salt, come protagonista e per la regia Florian Henckel von Donnersmarck, vincitore qualche anno prima del Premio Oscar per Le vite degli altri. Dopo alcuni giorni, il regista abbandonò l'incarico per "divergenze creative" con Worthington, il quale abbandonò anch'egli il film in seguito. La SpyGlass considerò Alfonso Cuarón per la regia, mentre per rimpiazzare Worthington fu indicato Johnny Depp che, resosi conto di avere ancora un periodo libero prima dell'inizio delle riprese di Pirati dei Caraibi, accettò il ruolo. Il 13 gennaio 2010 von Donnersmarck tornò alla regia del film e in due mesi riscrisse lo script.
Il film fu realizzato in poco più di undici mesi, dal giorno in cui von Donnersmarck iniziò a riscrivere il film fino al giorno dell'anteprima a New York. La ragione per la quale il film fu realizzato in uno spazio di tempo così breve era che Johnny Depp doveva volare alle Hawaii per iniziare a girare il quarto film della saga dei Pirati dei Caraibi. La ragione per cui la post-produzione fu eseguita così rapidamente era che tutte le date per lanciare il film erano riservate per il film Pirati dei Caraibi - Oltre i confini del mare.
Le riprese iniziarono il 23 febbraio a Parigi con la Jolie, per poi passare a Venezia dove Johnny Depp raggiunse la squadra il 1º marzo.
Il ministro della cultura francese Frédéric Mitterrand visitò Florian Henckel von Donnersmarck sul set di The Tourist.
Durante molte sequenze è possibile notare numerosi militari della Guardia di finanza che collaborano attivamente con l'Ispettore Acheson e i suoi uomini, in quanto polizia economico-finanziaria italiana.

## Distribuzione
Il primo trailer del film è stato distribuito il 15 settembre 2010. Il trailer italiano del film è stato distribuito il 22 settembre 2010. Il film è stato distribuito nelle sale cinematografiche statunitensi dalla Columbia Pictures il 10 dicembre 2010, mentre in Italia il 17 dicembre seguente.

## Luoghi
Il film fu girato interamente a Parigi e Venezia. I luoghi, per ordine di apparizione, sono:

### Parigi
- Place des Victoires – appartamento di Elise;[14][17]
- Place Boieldieu, Opéra Comique – passeggiata di Elise;[14]
- Café Le Nemours (Place Colette) – colazione di Elise;[14][17]
- Place des Petits-Pères, Galerie Vivienne, Passage Jouffroy – fuga di Elise;[14][17]
- Quatre-Septembre – stazione della metropolitana;[14][17]
- Gare de Paris Lyon – partenza di Elise per Venezia.[14]

### Venezia
- Stazione di Venezia Santa Lucia – arrivo di Elise e Frank;[14]
- Fondamenta San Giovanni (Cipriani) – Elise invita Frank a salire in barca;[14]
- Canal Grande;[14]
- Palazzo Pisani Moretta – facciata e interni dell'Hotel Danieli;[14][16]
- Hotel Danieli (solo la hall);[14][16]
- Palazzo Querini Benzon – balcone dell'Hotel Danieli;[14]
- Aeroporto di Venezia-Tessera – atterraggio di Shaw;
- Pontile Bucintoro, Magazzini del Sale – Shaw scende dall'aereo e prende una barca per la città;[14]
- Peggy Guggenheim Collection – cena al ristorante di Elise e Frank;
- Fermata del vaporetto Sant'Angelo – i gangster russi sorvegliano Elise e Frank fuori dall'Hotel Danieli;[14]
- Mercato della Frutta, Pescheria - caduta di Frank sul tendone;[14]
- Biblioteca nazionale Marciana – commissariato;[14]
- Fondamenta Rio di San Francesco della Vigna – consegna di Frank ai russi;
- Chiesa della Madonna dell'Orto – inseguimento in acqua;
- Scuola Grande di Santa Maria della Misericordia – festa di ballo;[16]
- Palazzo Loredan – interni del casinò di Shaw;
- Arsenale di Venezia – quartier generale dell'Interpol;[14]
- Piazza San Marco – Frank/Alexander fuma la sua prima vera sigaretta;
- Fontego dei Turchi – dove Elise entra al ballo e dove le barche della polizia e Shaw aspettano;
- Palazzo Zeno – Frank Tupelo si arrampica sul suo balcone per entrare nell'appartamento di Alexander Pearce;
- Villa Effe (isola Giudecca) – appartamento di Pearce.[14][16]

## Temi

### Il simbolismo di Giano
Il film ricorre in più occasioni a simboli incentrati sul dio romano Giano. Nella cena a Venezia Frank chiede a Elise del suo braccialetto e lei gli risponde: “È il dio romano Giano. Mia madre me lo diede quando ero piccola. Voleva insegnarmi che le persone hanno due facce: una buona, una cattiva, un passato, un futuro. E dobbiamo accettare entrambe le cose in una persona che amiamo”.
La cassaforte dell'appartamento di Pearce è nascosta dietro un bassorilievo di Giano.

### Riferimenti a Dostoevskij
I gangster russi del film Virginsky (Igor' Žižikin), Lebyadkin (Vladimir Orlov), Liputin (Vladimir Tevlovskij), Fedka (Alec Utgoff) e Shigalyov (Mark Zak) risalgono tutti ai nomi del romanzo del 1873 di Fëdor Dostoevskij, I demoni. Donnersmarck ha evidenziato la sua ossessione da bambino per lo scrittore russo, indicando anche che il tema della polizia e del governo corrotti risuonano in tutto il film.

## Accoglienza

### Incassi
Con un investimento iniziale di circa 100 milioni di dollari, il film ottenne un incasso di più di 278 milioni di dollari a livello mondiale, di cui quasi 68 negli Stati Uniti e più di 210 all'estero. In Italia la pellicola ha incassato più di 11 milioni di euro.

### Critica
Daily Mail ha dato al film un punteggio di 5 stelle su 5, affermando che è «una brillante, sofisticata e altamente improbabile via di fuga per questi tempi austeri». Il film ha ricevuto approvazioni anche dalla stampa tedesca. La critica cinematografica Stephanie Zacharek ha inserito il film nella propria lista dei "10 miglior film del 2010", attribuendo al film «una fotografia visivamente sensuale, grande attenzione al dettaglio e un discreto senso dell'umorismo». Casey Burchby di DVD Talk ha affermato che il film è stato «girato meravigliosamente grazie all'abilità di John Seale». Alex Zane di The Sun ha affermato: «se ti distendi e ti godi i protagonisti e le location, almeno una fredda notte invernale potrebbe volare via».
«La pellicola di Florian Henckel von Donnersmark è come un cristallo dalle mille sfaccettature, non è prezioso, ma dà tanta luce. I costumi sono strepitosi: la Jolie è sempre elegantissima, spesso in lungo, con abiti fascianti, ma fluidi, che porta con grazia quasi divina. Sulla scena si muove sempre con una gran delicatezza, anche per fare colazione al bar. Sembra vivere in un mondo parallelo, quello della bellezza. Depp poi, perfettamente in parte nel ruolo dell’uomo qualunque coinvolto da un bizzarro destino, è perfetto. A guardar bene alcune scene di fuga, tra un saltello e l’altro, possiamo riconoscere il simpatico ‘Capitan Jack’, protagonista della saga “Pirati dei Caraibi”.» (Maria Grazia Bosu - Ecodelcinema)
The Tourist ha ricevuto alcuni giudizi negativi. Il sito Rotten Tomatoes gli ha assegnato un 20% di approvazione sulla base di 158 recensioni, affermando: «La scenografia e gli interpreti sono innegabilmente belli, ma non possono compensare la trama lenta e confusa di The Tourist, o la mancanza di chimica tra Johnny Depp e Angelina Jolie». Metacritic ha assegnato al film un punteggio di 37/100, sulla base di 37 recensioni, indicando «recensioni generalmente sfavorevoli».
Brandon Fibbs ha dato al film 2 stelle e mezza su 4, scrivendo che «a Henckel von Donnersmarck è consentito di avere sia un lato serio che uno frivolo, ma la sensazione è che non abbia ancora guadagnato questa libertà, che gli occorra qualche altro film più maturo alle spalle per poter guadagnare il diritto di dire "È tempo di fare qualcosa di divertente e dimenticabile"». Roger Ebert ha dato 2 stelle su 4. Peter Travers di Rolling Stone ha assegnato al film 0 stelle su 4, inserendolo nella sua lista dei 10 peggior film del 2010.

## Riconoscimenti
- 2011 - Golden Globe[28][29]
  - Candidatura come miglior film commedia o musicale
  - Candidatura come miglior attore in un film commedia o musicale a Johnny Depp
  - Candidatura come migliore attrice in un film commedia o musicale ad Angelina Jolie
- 2011 - Teen Choice Awards
  - Miglior attore di film d'azione a Johnny Depp
  - Miglior attrice di film d'azione ad Angelina Jolie
  - Candidatura come miglior film d'azione
- 2011 - Redbox Movie Awards
  - Film più noleggiato
- 2011 - ASCAP Awards
  - Miglior colonna sonora

## Colonna sonora
Il 17 dicembre 2010 la colonna sonora del film fu pubblicata dalla Colosseum Music Entertainment; contiene ventidue tracce per una durata totale di 64,01 minuti. Thecult.es afferma che la colonna sonora ricorda il vecchio stile, i balli da sala, il lusso e le estasi romantiche d'altri tempi, mentre filasiete.com definì la colonna sonora come “vibrante e genuina”. La colonna sonora vinse il premio ASCAP “Top Box Office Film”.
| N.  | Titolo                   | Interprete          | Durata |
| --- | ------------------------ | ------------------- | ------ |
| 1.  | Tracking Elise           | James Newton Howard | 1:29   |
| 2.  | Burned Letter            | James Newton Howard | 2:21   |
| 3.  | Paranoid Math Teacher    | James Newton Howard | 3:33   |
| 4.  | Arrival At Venice        | James Newton Howard | 3:06   |
| 5.  | Elise Offers A Ride      | James Newton Howard | 1:52   |
| 6.  | A Very Nice Kiss         | James Newton Howard | 2:04   |
| 7.  | Bedroom Dreams           | James Newton Howard | 2:58   |
| 8.  | Piecing It Together      | James Newton Howard | 3:11   |
| 9.  | Rooftop Run              | James Newton Howard | 5:18   |
| 10. | Chase Through The Canals | James Newton Howard | 5:45   |
| 11. | Because I Kissed You     | James Newton Howard | 3:34   |
| 12. | A Very Nice Hotel        | James Newton Howard | 2:27   |
| 13. | Arriving At The Ball     | James Newton Howard | 2:04   |
| 14. | Your Choice In Men       | James Newton Howard | 2:04   |
| 15. | Sudden Departure         | James Newton Howard | 2:03   |
| 16. | The Infinite Price       | James Newton Howard | 7:30   |
| 17. | The Janus Safe           | James Newton Howard | 3:01   |
| 18. | Rain Of Bullets          | James Newton Howard | 1:29   |
| 19. | Aftermath                | James Newton Howard | 0:52   |
| 20. | Elise & Alexander        | James Newton Howard | 2:41   |
| 21. | Personal Cheque          | James Newton Howard | 1:57   |
| 22. | Dance In F               | Gabriel Yared       | 2:42   |
| 23. | Starlight                | Muse                | 4:06   |

## Curiosità
Secondo quanto raccontato da Nino Frassica, il ruolo precedentemente non previsto interpretato dall'attore siciliano sarebbe stato scritto appositamente per lui, in quanto il regista voleva accontentare sua madre, fan dell'attore grazie a Don Matteo.